# Kimongo
 (juillet 2012).
Si vous disposez d'ouvrages ou d'articles de référence ou si vous connaissez des sites web de qualité traitant du thème abordé ici, merci de compléter l'article en donnant les références utiles à sa vérifiabilité et en les liant à la section « Notes et références ».
Kimongo  est une ville, de la République du Congo, chef-lieu du district homonyme, dans le département du Niari. Essentiellement habitée par l'ethnie sundi, elle compte 63 villages, en partant de Kikassa jusqu'à Kitsessi (frontière avec la République démocratique du Congo). Kimongo a un lycée d'enseignement général et trois collèges d'enseignement général (CEG), à Kimongo à Moukomo-Kadi et à Kitsindi. L'actuel député s'appelle Bernard Yves Mahoungou-Massila (deux mandats déjà). 